# تقرير جارات
إن تقرير جارات (Jarratt report) عبارة عن استجواب مقدم لوزارة التعليم العالي البريطانية تم نشره في عام 1985. وعلى الرغم من تقديمه أثناء فترة حكم تاتشر، فقد تم تكليف لجنة نواب رؤساء الجامعات ومديريها للنظر فيه. أظهر التقرير الجامعات وكأنها مشاريع تجارية لا تختلف عن المصانع والطلاب فيها هم الزبائن أو العملاء.[بحاجة لمصدر] وبالتبعية، فالجامعيون فيها ليسوا مجموعة ذاتية التنظيم تسعى لنشر المعرفة، بل هم في حقيقة الأمر عمال عاديون يقدمون خدمة التعليم ويخضعون لمؤشرات الأداء. وكما الحال مع الجامعيين والطلاب، فقد أظهر التقرير أن الوظائف التنظيمية بحاجة إلى مديرين متفانين مع نقل هذه الأدوار من الجامعيين إلى هؤلاء المديرين. وانتهى التقرير بالتصديق عليه وأدى إلى إلغاء المنصب الجامعي.[بحاجة لمصدر] يقول الكثيرون أن هذا التقرير مهَّد الطريق لزيادة سطوة الهيئة الإدارية في الجامعات. كما صرح البعض أنه منذ التصديق على هذا التقرير أصبحت سياسة الدولة الواضحة أن هيئة الجامعة تتقاضى الرواتب لمساعدة الموظفين على التنافس ضد المؤسسات التابعة بدلاً من خدمة أهداف أسمى.